# XXL (banda de Macedonia del Norte)
XXL es un grupo pop macedonio formado en 2000 y que representó a su país en el Festival de la Canción de Eurovisión 2000 celebrado en Estocolmo, Suecia. Sus miembros son Marija Nikolova, Ivona Džamtovska, Rosica Nikolovska y Verica Karanfilovska.
El grupo se presentó en el Skopje Fest 2000 con el tema "100% te ljubam" (Te amo 100%). La canción, escrita por Dragan Karanfilovska (padre de una de las integrantes del grupo) ganó el certamen y representó a su país en el certamen europeo. Sin embargo, la apariencia y la coreografía dificultaron una buena ejecución vocal del grupo durante su actuación en el festival, lo que derivó en un 15º lugar obteniendo 29 puntos.
Luego de su paso por el certamen, el grupo siguió actuando en distintos festivales de Macedonia del Norte y diversos locales nocturnos de Skopie.